# Marleen de Crée
Marleen de Crée (Bree, 26 juli 1941 – Kalmthout, 22 oktober 2021) was een Belgische dichteres en plastisch kunstenaar. 

## Biografie
Ze werd geboren als Marleen Roex. Ze studeerde kunstgeschiedenis aan de KULeuven. Tijdens haar studietijd ontmoette ze Jean de Crée, die later arts en directeur bij farmacologie van Janssen Pharmaceutica werd. Het koppel trouwde in 1965 en kreeg 3 kinderen. Ze kregen in 2021 samen euthanasie omdat ze beide aan terminale kanker leden.

## Literair werk
Marleen de Creé debuteerde in 1969 met de poëziebundel, Ofelia speelt met de maan. Ze schreef een groot oeuvre bij elkaar. Verschillende van haar gedichten verschenen in verzamelbundels en tijdschriften zoals Nieuw Vlaams Tijdschrift, Yang, Poëziekrant, Gierik en Dietsche Warande en Belfort. Ze publiceerde ook meer dan 20 dichtbundels. Haar werk werd verschillende keren bekroond. 

## Plastisch werk
De Crée was naast auteur ook plastisch kunstenaar. Ze werkte met verschillende soorten materiaal (aquarel, pastel, inkt). Vanaf 1964 werden zowel individuele als groepstentoonstellingen over haar georganiseerd in België en Nederland. 
Het Letterenhuis bewaart een uitgebreid archief van Marleen de Crée over zowel haar literaire carrière als haar werk als kunstenares. Het archief bevat manuscripten, brieven, schetsen en tekeningen. 

## Publicaties
- 1969 - Ofelia speelt met de maan
- 1973 - Florentijnse Madrigalen
- 1976 - Bloem aan het bloed
- 1978 - In Between
- 1981 - Hemisferen
- 1984 - Brieven aan Plinius (I) & (II)
- 1997 - Barcarolle
- 1992 - Brut Impérial
- 2002 - Bloedspiegel: een scenario
- 2004 - Vita Vita
- 2006 - Sibylla.
- 2008 - Hinkelspel: gedichten en tekeningen
- 2010 - Het is niet de lava
- 2011 - Over en weer – De part et d’autre
- 2012 - Tussen boog en snaar
- 2013 - Sequenza
- 2014 - Fluisterlicht
- 2015 - Druppelpunt
- 2017 - Erbarme dich
- 2018 - Stilte in mij
- 2020 - Toen gisteren nog vandaag was

## Prijzen
- 1970 - Provinciale Prijs van Antwerpen voor de poëzie
- 1976 -  Prijs van de Vlaamse poëziedagen van Deurle
- 1980 - J.L. de Belderprijs
- 1980 - Blanka Gijselenprijs
- 1982 - Prijs van de Vlaamse Club Brussel
- 1982 - J.L. de Belderprijs
- 1983 - Derde Meerdaelprijs voor Poëzie
- 1984 - August Beernaertprijs (Nederlandse Academie voor Taal en Letterkunde)
- 1991 - Maurice Gilliamsprijs (Nederlandse Academie voor Taal en Letterkunde)